# Grosbreuil
Grosbreuil és un municipi francès situat al departament de Vendée i a la regió de País del Loira. L'any 2007 tenia 1.886 habitants.

## Demografia

### Població
El 2007 la població de fet de Grosbreuil era de 1.886 persones. Hi havia 703 famílies de les quals 155 eren unipersonals (47 homes vivint sols i 108 dones vivint soles), 216 parelles sense fills, 289 parelles amb fills i 43 famílies monoparentals amb fills.
La població ha evolucionat segons el següent gràfic:
Habitants censats

### Habitatges
El 2007 hi havia 944 habitatges, 726 eren l'habitatge principal de la família, 156 eren segones residències i 62 estaven desocupats. 873 eren cases i 24 eren apartaments. Dels 726 habitatges principals, 565 estaven ocupats pels seus propietaris, 154 estaven llogats i ocupats pels llogaters i 6 estaven cedits a títol gratuït; 5 tenien una cambra, 31 en tenien dues, 108 en tenien tres, 247 en tenien quatre i 335 en tenien cinc o més. 604 habitatges disposaven pel capbaix d'una plaça de pàrquing. A 305 habitatges hi havia un automòbil i a 371 n'hi havia dos o més.

### Piràmide de població
La piràmide de població per edats i sexe el 2009 era:
| Homes | Edats   | Dones |
| ----- | ------- | ----- |
| 0     | 95 o +  | 0     |
| 0     | 90 a 94 | 0     |
| 4     | 85 a 89 | 8     |
| 0     | 80 a 84 | 16    |
| 8     | 75 a 79 | 16    |
| 52    | 70 a 74 | 40    |
| 16    | 65 a 69 | 32    |
| 40    | 60 a 64 | 24    |
| 20    | 55 a 59 | 24    |
| 48    | 50 a 54 | 36    |
| 32    | 45 a 49 | 36    |
| 48    | 40 a 44 | 60    |
| 48    | 35 a 39 | 40    |
| 80    | 30 a 34 | 52    |
| 28    | 25 a 29 | 48    |
| 36    | 20 a 24 | 52    |
| 48    | 15 a 19 | 28    |
| 32    | 10 a 14 | 40    |
| 52    | 5 a 9   | 52    |
| 28    | 0 a 4   | 44    |

## Economia
El 2007 la població en edat de treballar era de 1.185 persones, 938 eren actives i 247 eren inactives. De les 938 persones actives 860 estaven ocupades (492 homes i 368 dones) i 78 estaven aturades (27 homes i 51 dones). De les 247 persones inactives 98 estaven jubilades, 62 estaven estudiant i 87 estaven classificades com a «altres inactius».

### Ingressos
El 2009 a Grosbreuil hi havia 766 unitats fiscals que integraven 1.990 persones, la mediana anual d'ingressos fiscals per persona era de 15.872,5 €.

### Activitats econòmiques
Dels 53 establiments que hi havia el 2007, 2 eren d'empreses alimentàries, 1 d'una empresa de fabricació de material elèctric, 3 d'empreses de fabricació d'altres productes industrials, 7 d'empreses de construcció, 13 d'empreses de comerç i reparació d'automòbils, 1 d'una empresa de transport, 3 d'empreses d'hostatgeria i restauració, 1 d'una empresa financera, 2 d'empreses immobiliàries, 9 d'empreses de serveis, 4 d'entitats de l'administració pública i 7 d'empreses classificades com a «altres activitats de serveis».
Dels 10 establiments de servei als particulars que hi havia el 2009, 1 era una oficina de correu, 1 taller de reparació d'automòbils i de material agrícola, 3 paletes, 2 fusteries, 1 lampisteria, 1 perruqueria i 1 agència immobiliària.
Dels 3 establiments comercials que hi havia el 2009, 1 era una botiga de menys de 120 m² i 2 fleques.
L'any 2000 a Grosbreuil hi havia 45 explotacions agrícoles que ocupaven un total de 3.204 hectàrees.

## Equipaments sanitaris i escolars
L'únic equipament sanitari que hi havia el 2009 era una farmàcia.
El 2009 hi havia 2 escoles elementals.

## Poblacions més properes
El següent diagrama mostra les poblacions més properes.